# Rand
O rand ou, em uma forma aportuguesada, rande (no plural, randes) é a moeda corrente oficial da África do Sul. Seu nome vem da palavra em língua africâner Witwatersrand, abreviação de Wit-waters-rand, que traduzindo ao português significa "cumes das águas brancas" ou "bordas altas das águas brancas"; montanha essa que tem a cidade de Joanesburgo construída e onde era a maior reserva de ouro da África do Sul.
O rand teve início em 1961, coincidindo com a instituição da República da África do Sul, substituindo o peso sul-africano a uma taxa de dois rands por peso. Com o símbolo R, o rand pode ser dividido em 100 centavos – símbolo ‘c’, e está disponível em 5 notas, (R10, R20, R50, R100 e R200) e sete moedas (5c, 10c, 20c, 50c, R1, R2 e R5). As moedas de um e dois centavos também foram disponibilizadas até suas descontinuações, em Abril de 2002, mas devido à inflação que as desvalorizaram, e os preços que foram arredondados para 5c, elas não estão mais em circulação. As primeiras cédulas do rand tinham a imagem do Jan Van Riebeeck, o primeiro administrador da Cidade do Cabo, e na década de 1990 as notas foram redesenhadas com a imagem dos big five, cinco animais selvagens mais difíceis de serem caçados. As novas cédulas e moedas também foram impressas nas 11 línguas oficiais na África do Sul.